# アーズFC
アーズ・フットボールクラブ（英語: Ards Football Club）は、北アイルランドのダウン県のニュータウナーズをホームタウンとするサッカークラブ。

## 歴史
アーズFCは1900年にニュータウナーズの工場労働者によって創設された。1914年に第一次世界大戦が勃発するまではアマチュアリーグに所属していた。戦後、クラブは急速に成長し始め、1923年にアイリッシュ・フットボールリーグに加盟した。同年8月18日、ホームスタジアムとなるカースルレイ・パーク（Castlereagh Park）が開場した。クラブ初のシニアチームの試合は同月25日土曜日に行われたバーン戦でアーズが2-1で勝利した。翌週の土曜日には最初のホームゲームを行い、ニューリー・タウンを1-0で破った。最初のシーズンは10チーム中9位の成績の残した。1926-27シーズンにはアイリッシュカップ決勝でクリフトンビルを破り、初優勝を飾ると共にクラブ初の主要タイトルを獲得した。
第二次世界大戦によるリーグ中断期間を経て、1947年に再びアイリッシュ・フットボールリーグに加盟した。1年後にはイングランドのルートン・タウンと親善試合を行った（1-2で敗戦）。カースルレイ・パークにイングランドのチームを迎え入れるのは初めての出来事だった。1952年、ウィンザー・パークの15,000人の観客の前でグレントランに勝利し、アイリッシュカップで2回目の優勝を果たした。1956-57シーズンは22試合16勝4分2敗の成績でアイリッシュ・フットボールリーグ初優勝を飾った。同じシーズンにはリザーブチームもBディビジョンで優勝した。アーズはUEFAチャンピオンズカップ 1958-59でスタッド・ランスと対戦した。
1966年、カースルレイ・パークを1,100ポンドで購入した。1969年、アイリッシュカップ決勝でディスティラリーを破り、3回目の優勝を果たした。決勝でアーズの全得点となる4ゴールを記録したBilly McAvoyは、アーズで通算301ゴールを決め、これはクラブ歴代最多得点記録である。UEFAカップウィナーズカップ 1969-70でローマと対戦し、2戦合計1-3で敗れたが、ホームでの第1戦は0-0で引き分けた。
1972-73シーズンはアイリッシュ・フットボールリーグで2位になり、UEFAカップ1973-74でスタンダール・リエージュと対戦した。ホームで開催された第1戦では8,000人のサポーターの前で歴史的な3-2の勝利を挙げた。第2戦は1-6で敗れたが、アーズが欧州カップ戦で勝利したのは初めての出来事だった。1973-74シーズンはクラブにとって最も成功したシーズンであり、アルスター・カップとゴールド・カップ、アイリッシュカップ、Blaxnit All-Ireland Cupで優勝した。当時のチームは4トロフィー・チームと呼ばれた。しかし、4トロフィー・チームはUEFAカップウィナーズカップ 1974-75でPSVアイントホーフェン相手に2戦合計1-14で大敗し、何人かの選手がチームを去った。
1993年、アイリッシュカップ決勝に進出したが、再々試合の結果、バンガーとのローカルダービーに敗れて準優勝に終わった。1995年、アイリッシュ・リーグカップで初優勝した。1998年、財政問題により、債務返済のためにホームスタジアムであるカースルレイ・パークを売却した（2002年に解体）。

## タイトル
- NIFLプレミアシップ：1回
  - 1957-58
- アイリッシュカップ：4回
  - 1926-27, 1951-52, 1968-69, 1973-74
- NIフットボールリーグカップ：1回
  - 1994-95

出典

## 過去の成績
| シーズン | リーグ                  | 順位 | 試 | 勝 | 分 | 敗 | 得 | 失 | 差  | 点 |
| -------- | ----------------------- | ---- | -- | -- | -- | -- | -- | -- | --- | -- |
| 2008-09  | IFAチャンピオンシップ   | 04位 | 32 | 20 | 5  | 7  | 53 | 26 | +27 | 65 |
| 2009-10  | IFAチャンピオンシップ1  | 04位 | 26 | 13 | 6  | 7  | 49 | 27 | +22 | 45 |
| 2010-11  | IFAチャンピオンシップ1  | 07位 | 26 | 9  | 7  | 10 | 37 | 42 | -5  | 34 |
| 2011-12  | IFAチャンピオンシップ1  | 05位 | 26 | 11 | 6  | 9  | 39 | 31 | +8  | 39 |
| 2012-13  | IFAチャンピオンシップ1  | 01位 | 24 | 18 | 5  | 1  | 56 | 19 | +37 | 59 |
| 2013-14  | NIFLプレミアシップ      | 12位 | 38 | 6  | 6  | 26 | 44 | 83 | -39 | 24 |
| 2014-15  | NIFLチャンピオンシップ1 | 03位 | 26 | 16 | 8  | 2  | 61 | 30 | +31 | 56 |
| 2015-16  | NIFLチャンピオンシップ1 | 1位  | 26 | 17 | 3  | 6  | 59 | 35 | +24 | 54 |
| 2016-17  | NIFLプレミアシップ      | 8位  | 38 | 13 | 8  | 17 | 61 | 70 | -9  | 47 |
| 2017-18  | NIFLプレミアシップ      | 9位  | 38 | 12 | 4  | 22 | 42 | 74 | -32 | 40 |
| 2018-19  | NIFLプレミアシップ      | 11位 | 38 | 6  | 9  | 23 | 31 | 63 | -32 | 27 |
| 2019-20  | NIFLチャンピオンシップ1 | 位   |    |    |    |    |    |    |     |    |

## 欧州の成績
| シーズン | 大会                       | ラウンド  | 対戦相手                 | ホーム | アウェー | 合計 |  |
| -------- | -------------------------- | --------- | ------------------------ | ------ | -------- | ---- |  |
| 1958-59  | UEFAチャンピオンズカップ   | 予選      | ランス                   | 1–4    | 2–6      | 3–10 |  |
| 1969-70  | UEFAカップウィナーズカップ | 1回戦     | ローマ                   | 0–0    | 1–3      | 1–3  |  |
| 1973-74  | UEFAカップ                 | 1回戦     | スタンダール・リエージュ | 3–2    | 1–6      | 4–8  |  |
| 1974-75  | UEFAカップウィナーズカップ | 1回戦     | PSV                      | 1–4    | 0–10     | 1–14 |  |
| 1997     | UEFAインタートトカップ     | グループ3 | ロイヤル・アントワープ   | 0-1    | N/A      | 5位  |  |
| 1997     | UEFAインタートトカップ     | グループ3 | ネア・サラミス           | N/A    | 1-4      | 5位  |  |
| 1997     | UEFAインタートトカップ     | グループ3 | オセール                 | 0-3    | N/A      | 5位  |  |
| 1997     | UEFAインタートトカップ     | グループ3 | ローザンヌ・スポルト     | N/A    | 0-6      | 5位  |  |

## 歴代所属選手
- ロニー・マクフォール 1967–1968